# Conrad Schumann
Hans Conrad Schumann (28. marts 1942 i Riesa – 20. juni 1998 i Kipfenberg) var en af de mest kendte republikflygtninge fra det kommunistiske DDR. 
Schumann var blevet tvangsrekrutteret til Bereitschaftspolizei. Efter tre måneders træning i Dresden blev han kommanderet til underofficersskolen i Potsdam, hvorefter han meldte sig til tjeneste i Berlin. Han var 15. august 1961 – 19 år gammel – vagt på hjørnet af Ruppinerstraße og Bernauerstraße ved den af kommunistregimet to dage før påbegyndte Berlinmur. På dette sted og tidlige stadium bestod muren blot af en enkelt rulle pigtråd.
Da han fik muligheden, løb han med fuld kraft og mens han smed sin PPSh-41 maskinpistol fra sig hoppede han over pigtråden ind i Vestberlin, hvor han med høj hastighed blev kørt bort af en ventende politibil. Flugten blev filmet af fotografen Peter Leibing, og billederne blev nogle af de mest berømte billeder fra den kolde krig. Senere slog Schmuann sig ned i Bayern. Efter Berlinmurens fald udtalte han, at "først efter 9. november 1989 har jeg følt mig virkelig fri". 
I årene efter plagedes Schumann dog af en slem skyldfølelse over at have forladt familien og kollegaerne i Øst. Efter længere tids depression begik han selvmord i sin have i 1998.